# 鄭李爍
鄭李爍（英語：Lee Isaac Chung，1978年10月19日—），韩裔美籍导演。2007年，他导演的首部长片《自由日》入选第60届戛纳电影节官方单元，是首部采用卢旺达语的叙事长片。其后于2010年和2012年导演《幸运人生》和《阿比盖尔·哈姆》。2020年，他导演的半自传影片《夢想之地》赢得2020年圣丹斯电影节评审团大奖和观众奖，获金球獎最佳外語片、第93屆奧斯卡金像獎最佳导演和最佳原创剧本奖提名。

## 作品
| 年份 | 电影               | 导演 | 编剧 | 制片   | 攝影 | 剪輯 | 注释   |
| ---- | ------------------ | ---- | ---- | ------ | ---- | ---- | ------ |
| 2004 | 公路（Highway）           | 是   | 否   | 否     | 是   | 是   | 短片   |
| 2005 | 性與咖啡（Sex and Coffee）       | 是   | 是   | 是     | 是   | 否   | 短片   |
| 2005 | 墨西哥之路（Los coyotes）     | 是   | 是   | 否     | 是   | 是   | 短片   |
| 2007 | 自由日             | 是   | 是   | 是     | 是   | 是   |        |
| 2010 | 幸运人生（Lucky Life）       | 是   | 是   | 是     | 否   | 是   |        |
| 2012 | 阿比盖尔·哈姆（Abigail Harm）  | 是   | 是   | 未列名 | 是   | 是   |        |
| 2015 | 我上次出生（I Have Seen My Last Born）     | 是   | 否   | 是     | 是   | 否   | 纪录片 |
| 2020 | 夢想之地           | 是   | 是   | 否     | 否   | 否   |        |
| 2024 | 龍捲風暴           | 是   | 否   | 否     | 否   | 否   |        |
| 待定 | 夢想者之間（Between Dreamers）     | 否   | 否   | 否     | 是   | 否   | 後製中 |
| 待定 | 你的名字。真人电影 | 是   | 是   | 否     | 否   | 否   |        |